# Pietà (manga)
Pour les articles homonymes, voir Pietas.
 (février 2017).
Si vous disposez d'ouvrages ou d'articles de référence ou si vous connaissez des sites web de qualité traitant du thème abordé ici, merci de compléter l'article en donnant les références utiles à sa vérifiabilité et en les liant à la section « Notes et références ».
Pietà (ピエタ) est un josei manga de genre yuri créé par la mangaka Nanae Haruno (en) et sérialisé par Shūeisha dans le magazine Young You entre avril 1998 et octobre 1999. La série a ensuite été publiée en deux volumes reliés publiés le 19 avril 2000 et le 19 mai 2000. Le second volume contient également une suite de l'histoire principale. Le mot « pietà » signifie « pitié », « miséricorde » en italien.

## Synopsis
Rio Sakaki est une lycéenne qui s'auto-mutile et a déjà essayé plusieurs fois de se suicider. Sa famille ne l'aime pas, sa belle-mère est abusive et son père ne fait rien pour l'en empêcher. Au début du manga, Rio fait la connaissance de Sahoko Higa, une camarade de classe qui a passé deux ans comme hikikomori car elle reçoit quant à elle trop d'amour de sa famille. Les deux filles deviennent alors inséparables, ressentant l'une pour l'autre une attraction vitale. Toutefois les démons de Rio, et particulièrement ceux impliquant les souvenirs de sa petite sœur décédée, menacent de ranimer ses intentions suicidaires.

## Personnages
Rio Sakaki (賢木理央, Sakaki Rio)
À cause de sa famille qui la néglige, Rio est dépressive et renfermée. Elle a peu d'espoir et d'ambition pour le futur, et est forcée de vivre l'écart de sa famille, à la demande insistante de sa belle-mère.
Sahoko Higa (比賀佐保子, Higa Sahoko)
Une camarade de classe de Rio, âgée de deux ans de plus qu'elle. Lorsqu'elle était plus jeune, elle a traversé une période durant laquelle elle refusait de sortir de sa chambre. Afin de limiter la pression qu'elle ressent à cause de l'affection que lui porte sa famille, elle préfère vivre à l'écart chez sa tante. Elle entretient toutefois de bonnes relations avec ses parents.
Shoumitsu Minori (御法先生, Minori Shōmitsu)
Le psychologue de Rio. Lui et sa femme ont rencontré Rio lorsqu'elle a commencé à montrer des signes de dépression. Il croit en la guérison de Rio, qu'il aime comme sa fille, mais est inquiet à propos de la mauvaise influence que peut avoir sa famille sur elle.
Kyouko Minori (御法鏡子, Minori Kyōko)
Elle est psychologue tout comme son mari Shoumitsu. Elle a supervisé le traitement de Sahoko durant sa période de hikikomori. Comme son mari, elle tient beaucoup à Rio, mais est moins optimiste à propos de ses chances de rémission.
Shigeko Sakaki (賢木繁子, Sakaki Shigeko)
La belle-mère de Rio. Elle a un enfant d'un précédent mariage et un autre avec le père de Rio. Elle déteste cette dernière, lui reprochant d'être dangereuse et d'avoir une mauvaise influence sur la vie « normale » dont elle rêve. De ce fait, elle la blesse psychologiquement à la moindre occasion. Le père de Rio ne fait rien pour empêcher ces abus et déclare même qu'il n'arrive pas à aimer Rio car il n'est pas certain qu'elle soit sa fille biologique.

## Manga
Pietà a été prépublié dans le magazine de manga josei Young You de Shūeisha entre avril 1998 et octobre 1999. Les cinq chapitres ainsi qu'une sequelle ont été publiés en deux volumes reliés imprimés jusqu'en 2009.

### Liste des volumes
| no | Japonais       | Japonais          |
| no | Date de sortie | ISBN              |
| --- | -------------- | ----------------- |
| 1 | 19 avril 2000  | 978-4-08-864487-5 |
| Liste des chapitres : - Chapitre 1 - Chapitre 2 - Chapitre 3                                           |                |                   |
| 2 | 19 mai 2000    | 978-4-08-864488-2 |
| Liste des chapitres : - Chapitre 4 - Chapitre 5 - Histoire supplémentaire : « Une semaine à la plage » |                |                   |